# Chakaia Booker
Chakaia Booker (nascida em 1953 em Newark, Nova Jersey) é uma escultora estadunidense conhecida por criar obras monumentais e abstratas para galerias e espaços públicos ao ar livre. As obras de Booker estão contidas em mais de 40 coleções públicas e foram exibidas nos Estados Unidos, Europa, África e Ásia. Booker foi incluída na Bienal do Museu Whitney de 2000, recebeu uma bolsa Guggenheim em 2005 e um prêmio da Academia Americana de Artes e Letras para Arte em 2001. Booker viveu e trabalhou no East Village de Nova York desde o início dos anos 1980 e mantém um estúdio de produção em Allentown, Pensilvânia.
Booker é mais conhecida por seu uso inovador e exclusivo de pneus de borracha reciclada, seu principal material escultural. A borracha forneceu a Booker a capacidade de trabalhar em um formato modular em uma escala monumental, mantendo um movimento fluido e uma sensação gestual. Além de pneus de borracha, Booker também utiliza aço inoxidável e tecido para criar obras esculturais. Em 2009, Booker iniciou uma exploração aprofundada da gravura, criando um grupo significativo de trabalhos gráficos, amplamente focados no processo de xilogravura. A abordagem de Booker aos processos de impressão é uma reminiscência de seus métodos de trabalho modulares na escultura. A gravura tornou-se uma parte regular da produção artística de Booker e, assim como o uso da borracha, Booker inventou maneiras únicas de manipular materiais e processos.

## Infância e educação
Chakaia Booker nasceu em 1953 em Newark, New Jersey e cresceu na cidade vizinha East Orange. Ela aprendeu a costurar com sua avó, tia e irmã. Consertar, reparar e manipular materiais no início da vida foi fundamental para a abordagem posterior de Booker à arte, cerâmica e escultura usáveis, especificamente com o uso de padrão, repetição e construção modular.
Booker recebeu um BA em sociologia da Universidade Rutgers em 1976 e um Mestrado em Belas Artes do City College of New York em 1993. Ela estudou dança africana, cerâmica, tecelagem, cestaria e tai chi, todos os quais influenciaram sua arte.
Ela mora e trabalha no East Village de Nova York desde o início dos anos 1980. Na década de 1990, ela começou a trabalhar com materiais descartados de construção e pneus de borracha, que evoluíram para seu estilo artístico. Ela mantém um estúdio de produção em Allentown, Pensilvânia, para fabricação de obras públicas e de grande escala. Booker atuou nos conselhos do International Sculpture Center e do Socrates Sculpture Park.

## Carreira
A partir da década de 1980, Booker criou esculturas vestíveis nas quais ela poderia se colocar dentro e utilizar como roupa. "A escultura de vestuário usável era sobre como obter energia e sensação de um design desejado". No início dos anos 1990, Booker começou a criar grandes esculturas ao ar livre a partir de materiais descartados encontrados em canteiros de obras, incluindo pneus de borracha, um meio no qual ela continua trabalhando. Os vários padrões, cores e larguras dos pneus criam uma paleta para Booker semelhante à paleta de um pintor. O uso de pneus por Booker sugere uma série de preocupações estéticas, políticas, culturais e econômicas. Eles podem ser considerados uma referência à paisagem urbana do norte de Nova Jersey ou um lembrete de como os modos de transporte mudaram desde a era industrial. As esculturas de pneus também podem ser consideradas para abordar a identidade afro-americana: seus pigmentos e texturas variados podem ser interpretados como uma representação da variedade de tons de pele afro-americanos. A resiliência do mateiral foi vista como "uma metáfora convincente da sobrevivência da identidade afro-americana no mundo moderno". Os padrões de pneus em seu trabalho também podem se referir a elementos da cultura africana, incluindoescarificação, pintura corporal e tecidos tradicionais.
O trabalho de Booker também lida com temas de classe, trabalho e gênero. "Echoes in Black (Industrial Cicatrization)" de 2000, lida com a escarificação emocional e física que as pessoas experimentam na vida. Sua peça "No More Milk and Cookies" de 2003 "questiona nossa sociedade voltada para o comércio e o que acontece quando o consumo é proibido". Sua peça de 2001 "Wench (Wrench) III" é uma escultura surrealista que subverte uma chave de mecânico muito masculina em um boá de penas feminino. A peça "Spirit Hunter" é uma reminiscência de imagens de vida e morte, bem como uma abordagem feminista do nascimento e da sexualidade.

## Obras e exposições
Chakaia Booker atualmente trabalha e reside na cidade de Nova York. Seu trabalho faz parte da coleção permanente do Metropolitan Museum of Art, do Museu de Arte de Akron, do Johnson Museum of Art da Universidade Cornell, das galerias Max Protetch e June Kelly em Nova York, entre outros. Ela participou de exposições coletivas e individuais em lugares como o Museu de Arte Neuberger, o Museu de Arte de Akron, a Galeria Marlborough, a Galeria Sandler Hudson em Atlanta, Geórgia, e o MoMA PS1 no Queens, bem como na exposição "Twentieth Century American Sculpture" realizada na Casa Branca em 1996. Em 22 de junho de 2008, Booker expôs "Chaikaia Booker: Mass Transit" em Indianápolis, Indiana. Esta exposição de arte pública apresentou 10 esculturas "criadas pela artista após sua visita a Indianápolis e sua pesquisa sobre a história e o patrimônio da cidade".
O National Museum of Women in the Arts exibiu seus trabalhos no The New York Avenue Sculpture Project (2012), FOREFRONT: Chakaia Booker (2006) e Reaching for the Stars through Art (1998). O Museu de Arte da Geórgia em Athens também exibiu seu trabalho em uma exposição intitulada Defiant Beauty, que esteve em exibição de abril de 2012 a 2013. Vários de seus trabalhos também foram exibidos no Garment District da cidade de Nova York de junho a novembro de 2014. Booker é uma das nove artistas contemporâneas com trabalhos em exibição na Galeria Wonder da Galeria Renwick no Museu Smithsoniano de Arte Americana em Washington, DC. A escultura em exibição era "It's So Hard to be Green", que também foi exibida na Bienal do Museu Whitney de 2000. A escultura de Booker, Position Preferred, estava em exibição no McNay Art Museum em 2020.
Em maio de 2021, sua exposição "Chakaia Booker: The Observance" foi exibida no Instituto de Arte Contemporânea em Miami. Em 2021, o Oklahoma Contemporary exibiu sua exposição Shaved Portions.

## Obras notáveis em coleções públicas
- Shhh (1992), Pyramid Hill Sculpture Park and Museum, Hamilton, Ohio[18]
- Mother and Child (1994), Zimmerli Art Museum Universidade Rutgers New Brunswick, New Jersey[19]
- Blue Bell (1998), Allen Memorial Art Museum, Oberlin, Ohio[20]
- Egress (c. 2000), National Gallery of Art, Washington, D.C.[21]
- Sweet Dreams (2000), Brooklyn Museum, Nova Iorque[22]
- When Thoughts Collide (2000), Herbert F. Johnson Museum of Art, Ithaca, Nova York[23]
- Acid Rain (2001), Museu Nacional das Mulheres nas Artes, Washington, D.C.[24]
- El Gato (2001), Museu Kemper de Arte Contemporânea, Kansas City, Missouri[25]
- India Blue (2001), Flint Institute of Arts, Michigan[26]
- It's Like This (2001), Birmingham Museum of Art, Alabama[27]
- Little Red Riding Hood (2001), Philander Smith College, Little Rock, Arkansas[28]
- Raw Attraction (2001), Metropolitan Museum of Art, Nova York[29]
- Urban Butterfly (2001), Davis Museum no Wellesley College, Wellesley, Massachusetts[30]
- Urban Mask (2001), Museu Nacional de História e Cultura Afro-Americana, Smithsonian Institution. Washington, D.C.[31]
- Untitled (2002), Museu de Arte Memphis Brooks, Memphis, Tennessee[32]
- A Moment in Time (2004), Storm King Art Center, New Windsor, Nova York[33]
- Echoing Factors (2004), Brooklyn College Library, City University of New York[34]
- Quality Time (2004), Rhode Island School of Design Museum, Providence, Rhode Island;[35] Whitney Museum, Nova York;[36] e Galeria de Arte da Universidade de Yale, New Haven, Connecticut[37]
- Rendezvous (2004), Frederik Meijer Gardens and Sculpture Park, Grand Rapids, Michigan[38]
- Urban Excursion (2004), Frederik Meijer Gardens and Sculpture Park, Grand Rapids, Michigan[39]
- Position Preferred (2006), Museu de Artes McNay, San Antonio[40]
- Remembering Columbia (2006), NASA Art Program, NASA, Washington, D.C.[41]
- Four Twenty One (2010), Centro David C. Driskell, Universidade de Maryland;[42] e Galeria de Arte da Universidade de Yale, New Haven, Connecticut[43]
- Untitled (2011), Davis Museum, Wellesley College, Wellesley, Massachusetts;[44] and Library of Congress, Washington, D.C.[45]
- The Liquidity of Legacy (2016), Museu Nacional de História e Cultura Afro-Americana, Smithsonian Institution, Washington, D.C.[46]

## Prêmios, comissões e residências

### Prêmios e residências selecionados
- Prêmio de Mérito em Arte Pública, Keep Indianapolis Beautiful, Inc., Indianápolis, 2008
- Fellowship for Fine Arts, John Simon Guggenheim Memorial Foundation, Nova York, 2005
- Prêmio de Design, Art Commission of the City of New York, Nova York, 2005
- Subsídio, Fundação Pollock-Krasner, Nova York, 2002
- Prêmio de Artes e Letras, American Academy of Arts and Letters, Nova York, 2001
- Subsídio, Prêmio Anonymous Was A Woman, Nova York, 2000
- Inclusão na Whitney Biennial, Whitney Museum of American Art, Nova York, 2000
- Prêmio, Johnnie L. Cochran, Jr. Art Fund, Nova York, 1999
- Gregory Millard Fellow: Escultura, New York Foundation for the Arts, Nova York, 1997
- The Joan Mitchell Foundation, Subsídio para pintores e escultores, Nova York, 1995
- Artista residente, The Studio Museum em Harlem, Nova York, 1995
- Comissão, NASA Art Program, National Museum of Women in the Arts, Washington, DC, 1994
- Prêmio Therese Ralston McCabe Connor, City College of New York, Nova York, 1992
- Subsídio, Artists Space, Nova York, 1988

### Comissões selecionadas
- Museu Nacional de História e Cultura Afro-Americana, Washington, DC, 2016
- Millennium Park, Chicago, 2016
- Galeria Renwick, Washington, DC, 2015
- Weeksville Heritage Center, Brooklyn, 2013